# Dánsko na Letních olympijských hrách 1956
Dánsko se účastnilo Letní olympiády 1956 v australském Melbourne. Zastupovalo ho 31 sportovců (27 mužů a 4 ženy) v 10 sportech.

## Medailisté
| Medaile | Jméno                                           | Sport      | Soutěž               |
| ------- | ----------------------------------------------- | ---------- | -------------------- |
| Zlato   | Paul Elvstrøm                                   | Jachting   | Muži Finn            |
| Stříbro | Ole Berntsen Christian von Bülow Cyril Andresen | Jachting   | Družstvo mužů Dragon |
| Stříbro | Lis Hartelová                                   | Jezdectví  | Drezura jednotlivci  |
| Bronz   | Tove Søby                                       | Kanoistika | Ženy K1 500 m        |